# Proćwin
Proćwin – wieś  sołecka w Polsce, położona w województwie świętokrzyskim, w powiecie koneckim, w gminie Końskie.
| SIMC    | Nazwa     | Rodzaj    |
| ------- | --------- | --------- |
| 0244080 | Za Stawem | część wsi |

Prywatna wieś szlachecka Pracwin, położona była w drugiej połowie XVI wieku w powiecie opoczyńskim województwa sandomierskiego. Od XVII do pierwszej połowy XX wieku wieś wchodziała w skład klucza Modliszewickiego oraz dóbr Końskie Wielkie. W 1870 dobra koneckie kupił hrabia Jan Tarnowski. W latach 1975–1998 wieś administracyjnie należała do województwa kieleckiego.
Na południu wsi płynie niewielka struga dorzecza Pilicy, Gracuśna, 
Przez wieś przechodzi  czerwony szlak rowerowy do Sielpi Wielkiej.
Wierni kościoła rzymskokatolickiego należą do parafii Chrystusa Odkupiciela w Końskich.